# Научный ежегодник Института философии и права УрО РАН
Научный ежегодник Института философии и права Уральского отделения Российской академии наук — академический научный журнал, издающийся Институтом философии и права УрО РАН в г. Екатеринбурге. Выпускается с 1999 года.
В журнале публикуются научные статьи, посвящённые проблемам и актуальным вопросам философии, права и политологии.
Журнал поддерживает междисципплинарность своего содержания в указанных областях знания.
Специализируется на следующих научных направлениях: политическая философия, социальная философия, теория и методология политики, политические институты и процессы, административное, гражданское, конституционное, муниципальное и уголовное право.
Выходит четыре раза в год.
Основные разделы: философия, политические науки, право, обзоры, рецензии.
Главный редактор — член-корреспондент РАН, доктор юридических наук, профессор Виктор Николаевич Руденко.
Журнал входит в перечень ВАК Минобрнауки России, а также включён в Российский индекс научного цитирования (РИНЦ).
Импакт-фактор журнала (РИНЦ) — 0,505.